# In Common
"In Common" é uma canção da cantora e compositora estadunidense Alicia Keys, gravado para seu sexto álbum de estúdio, Here. A música foi escrita por Keys, Tayla Parks, Billy Walsh e Illangelo, que também responde pela produção, e mistura o estilo R&B da cantora, com batida tropical e som dancehall, com ritmo latino, Afrobeats instrumental, além de batidas eletrônicas. Liricamente, "In Common", fala sobre uma espécie disfuncional das histórias de amor, e como os parceiros são semelhantes, apesar de suas falhas de diferenças. A canção recebeu aclamação por parte dos críticos, que a consideraram um possível sucesso de verão no hemisfério norte, sendo classificado como cativante e hipnótica. O videoclipe foi filmado em preto e branco e lançado no dia 20 de maio, e mostra Keys sobre uma escada de incêndio ao lado de dançarino de toda das idades e etnias. A primeira apresentação televisiva da canção foi feita no Saturday Night Live e posteriormente na Final da Liga dos Campeões da UEFA.

## Lista de faixas
| Download digital |             |         |  |
| N.º              | Título      | Duração |  |
| 1.               | "In Common" | 3:29    |  |

## Paradas

### Paradas semanais
| Parada (2016)                                             | Melhor posição |
| --------------------------------------------------------- | -------------- |
| Bélgica (Ultratop Flanders Urban)                         | 29             |
| Estados Unidos (Billboard (Adult R&B Airplay)             | 9              |
| Estados Unidos (Billboard Bubbling Under Hot 100 Singles) | 4              |
| Estados Unidos (Billboard Hot R&B/Hip-Hop Songs)          | 40             |
| Estados Unidos (Billboard R&B/Hip-Hop Airplay)            | 21             |
| Estados Unidos (Billboard Rhythmic)                       | 39             |
| França (SNEP)                                             | 76             |
| Holanda (Dutch Top 40)[carece de fontes?]                 | 61             |
| Reino Unido (UK Singles Chart)                            | 89             |
| Reino Unido (Official Charts Company R&B)                 | 20             |
| Suécia (Sverigetopplistan)                                | 100            |

## Certificações
| País           | Provedor | Vendas  | Certificação |
| -------------- | -------- | ------- | ------------ |
| Estados Unidos | RIAA     | 500.000 | Ouro         |